# Hitomi-chan wa Hito Mishiri
Hitomi-chan wa Hito Mishiri (瞳ちゃんは人見知り?  lit. Hitomi-chan es tímida con los extraños)  es una serie de manga japonés escrita e ilustrada por Chorisuke Natsumi. Se ha serializado en la plataforma en línea Manga Cross de Akita Shoten desde el 20 de septiembre de 2018, y se ha recopilado hasta el momento en diez volúmenes tankōbon.

## Argumento
Un día, mientras se dirigía a la escuela, Yū Usami conoce a una nueva estudiante transferida llamada Hitomi Takano, que tiene una apariencia intimidante. Sin embargo, más tarde descubre que en realidad es tímida pero tierna. Como tal, Yū se hace amigo de Hitomi compartiendo casi todo su tiempo juntos y ayudando a que ella haga más amigos.

## Personajes
Hitomi Takano (鷹野 瞳 Takano Hitomi?)
Hitomi es una estudiante de primer año de secundaria que tiene una apariencia aterradora, destacando su gran altura, su mirada penetrante y sus dientes puntiagudos, pero en realidad es demasiado tímida y quiere ser más sociable. Se hace amiga de Yū en su camino a la escuela después de que este se da cuenta de que ella es mucho más gentil y amigable de lo que sugiere su presencia intimidante. Gracias a los Usami, Hitomi gana confianza para ir a varios lugares y para ganar nuevas amistades quienes descubren su verdadero ser, en especial se siente a gusto junto a Yū, con el que comparte salidas y tiempo en la escuela, evolucionando a un enamoramiento que se concreta gracias a que él se declara. Tiene un gran apetito, soliendo comer grandes cantidades, siendo el pollo frito su favorito.
Yū Usami (宇佐見 優 Usami Yū?)
Yū es un estudiante de segundo año de secundaria que se hace amigo de Hitomi. Lo apodan «Usa-kun» por ser bajito. Aunque no es tan atlético como Hitomi o Kaoru, es un buen estudiante, soliendo dar clases a Hitomi en un principio, y a sus amigas después. Es quien logra demostrarle a sus allegados lo adorable que es Hitomi, ganándose el afecto de ella. El pasar tiempo juntos hizo que Yū desarrolle sentimientos por Hitomi al punto de declararse. Recurrentemente queda con su cabeza entre los pechos de Hitomi cuando ésta lo abraza.
Kaoru Usami (宇佐見 カオル Usami Kaoru?)
Kaoru es la hermana menor de Yū y compañera de clase de Hitomi. Ella es mucho más atlética que Yū y naturalmente extrovertida, a pesar de que ambos tienen la misma estatura. Es junto a Angelica la que vigila la relación entre su hermano y Hitomi, deleitándose de los momentos románticos entre ellos y generando indirectamente momentos similares. Comparte el sentido de competitvidad con el hermano de Hitomi. Tiene un extraño fetiche con los abdominales de Hitomi.
Hermano mayor Takano (兄 Aniki?)
De nombre aun no revelado, tiene una aparienca aun más intimidante que su hermana, pero al contrario de ella, es muy simpático, bromista y competitivo, a pesar de ser ya un adulto. Se lleva muy bien con los Usami, en especial suele aconsejar a Yū con respecto a la relación con Hitomi, a veces aliándose con Kaoru.
Ai Takano (鷹野 あい Takano Ai?)
Es la pequeña prima de Hitomi. Suele visitarla seguido y le gusta salir a jugar con ella. A pesar de solo tener 6 años, tiene tanta energía como Hitomi o Kaoru jugando intensamente. La gente suele confundirla con la hija de Hitomi y Yū cuando los tres salen juntos. 
Angelica Karasuma (烏丸 アンジェリカ Karasuma Anjerika?)
Es compañera de Yū siendo una estudiante mitad estadounidense, prefieren que la apoden Ange. Tiene la misma contextura física de Hitomi pero al contrario de ella, tiene una expresión angelical. Al principio buscaba una rival para medir su fuerza, buscando competir con Hitomi y las delincuentes, pero luego se hace amiga de todas e incluso genera situaciones para que Hitomi y Yū se acerquen, finalmente asociandose con Kaoru.
Himari (ヒマリ?)
Es la líder de una banda de delincuentes femeninas en la escuela a la que asisten Hitomi y Yū. Al principio consideraba a Hitomi una peligrosa rival por su apariencia y estoicidad, pero al ser salvada varias veces por ella pasó a admirarla. Su familia tiene una cafetería a la que asisten frecuentemente Hitomi y Yū.  

## Publicación
Hitomi-chan wa Hito Mishiri es escrito e ilustrado por Chorisuke Natsumi. Debutó en la plataforma en línea Manga Cross de Akita Shoten el 20 de septiembre de 2018. Akita Shoten ha recopilado sus capítulos en volúmenes tankōbon individuales. El primer volumen se lanzó el 20 de mayo de 2019, y hasta el momento se han publicado diez volúmenes.
En mayo de 2021, Seven Seas Entertainment anunció que había obtenido la licencia de la serie para su lanzamiento en inglés en América del Norte, tanto en formato físico como digital. El primer volumen se lanzó el 5 de octubre de 2021.
| Volúmenes de manga publicados | Volúmenes de manga publicados | Volúmenes de manga publicados |
| Número                        | Fecha de publicación          | ISBN                          |
| ----------------------------- | ----------------------------- | ----------------------------- |
| 1                             | 20 de mayo de 2019            | ISBN 978-4-253-23951-6        |
| 2                             | 20 de noviembre de 2019       | ISBN 978-4-253-23952-3        |
| 3                             | 20 de mayo de 2020            | ISBN 978-4-253-23953-0        |
| 4                             | 20 de enero de 2021           | ISBN 978-4-253-23954-7        |
| 5                             | 19 de agosto de 2021          | ISBN 978-4-253-23955-4        |
| 6                             | 18 de febrero de 2022         | ISBN 978-4-253-23967-7        |
| 7                             | 19 de agosto de 2022          | ISBN 978-4-253-32101-3        |
| 8                             | 20 de febrero de 2023         | ISBN 978-4-253-32102-0        |
| 9                             | 20 de septiembre de 2023      | ISBN 978-4-253-32103-7        |
| 10                            | 20 de mayo de 2024            | ISBN 978-4-253-32104-4        |
| 11                            | 19 de diciembre de 2024       | ISBN 978-4-253-32105-1        |

## Recepción
En una reseña del primer volumen, Caitlin Moore de Anime News Network calificó la serie como una «iteración mediocre del género [comedia romántica]». Moore comparó el arte y el humor de la serie con Azumanga Daioh, y agregó, sin embargo, que los personajes son menos atractivos. Moore calificó el humor de repetitivo y criticó la «excesiva confianza en el fanservice», y concluyó: «Realmente solo puedo ver dos subconjuntos particulares de fanáticos del manga metidos en él: aquellos que nunca antes se han encontrado con este subgénero y, por lo tanto, no saben lo poco original que es y los que aman este subgénero y consumen todo lo que encuentran en él. Sin embargo, si ninguno de ellos te describe, es mejor omitir este.»